# خورخي سانز دي ميرا كولميرو
خورخي سانز دي ميرا كولميرو بالأسبانية (Jorge Sáenz de Miera Colmeiro ) لاعب كرة قدم اسباني يلعب في مركز المدافع مع نادي سيلتا فيغو علي سبيل الأعارة من نادي فالنسيا .

## الأندية التي لعب لها

### تينيريفي
ولد جورج في سانتا كروز دي تينيريفي بجزر الكناري، وبدأ اللعب في إعمار شباب سي دي تينيريفي. قام بأول ظهور له معه في موسم 2012-13 ،
في 4 يناير 2015 ، لعب خورخي مباراته الأولى كمحترف، بدءاً بالتعادل 1-1 مع سبورتينج دي خيخون .
في 20 أغسطس، تم ترقيته إلى الفريق الأول.
في 31 يناير 2016 ، تم طرد خورخي في النصف الأول من الخسارة 1-2 في جيمناستيك دي تاراغونا. سجل هدفه الأول في الدوري في 21 يناير 2018 ، ولكن في هزيمتة على أرضه 1-3 أمام نادي برشلونة بي.

#### فالنسيا
وقع خورخي عقدًا مدته خمس سنوات مع نادي فالنسيا في 25 فبراير 2019 مقابل رسوم نقل بقيمة 3 ملايين يورو، مع تنفيذ الصفقة في 1 يوليو.

##### سيلتا ( اعارة )
في 15 يوليو 2019 ، انضم خورخي إلى نادي سيلتا فيغو من الدرجة الأولى في صفقة اعارة مدتها سنتان، مع خيار الشراء مقابل 7 ملايين يورو، كجزء من الصفقة التي أدت إلى تحرك ماكس غوميز الاتجاه المعاكس .

## الحياة الشخصية
كان شقيق جورج الأكبر، جيرمان، لاعب كرة قدم أيضًا. هو أيضًا تم إعداده في تينيريفي .

## روابط خارجية
- خورخي سانز دي ميرا كولميرو على موقع قاعدة بيانات كرة القدم.إي يو (الإنجليزية)
- خورخي سانز دي ميرا كولميرو على موقع Soccerway.com (الإنجليزية)
- خورخي سانز دي ميرا كولميرو على موقع AS.com (الإسبانية)